# Lista partidelor politice din Spania
Spania are un sistem pluripartid atât la nivel național, cât și la nivel regional. La nivel național, există cinci partide politice dominante : Podemos (stânga), PSOE (centru-stânga), Cetățenii (centru spre centru-dreapta), Partidul Popular (centru-dreapta spre dreapta) și Vox (extrema dreaptă).
Structura actuală face dificilă obținerea unei majorități electorale de către orice altă formațiune sau coaliție în Parlamentul Bicameral (format atât din Congresul Național al Deputaților, cât și din reprezentanții regionali din Senat). Partidele regionale pot fi puternice în comunitățile autonome precum Catalonia și Țara Bascilor și de multe ori sunt foarte importante pentru un guvern de coaliție.

## Formațiunile politice naționale
- Partidul Popular (Partido Popular, PP) — principalul partid de centru-dreapta spre dreapta din Spania, acesta este conservator, catolic și pe partea economică liberal. A format alianțe cu partidele regionale de dreapta precum Forumul din Asturias și Uniunea Populară din Navarra.
- Partidul Socialist Muncitoresc Spaniol (Partido Socialista Obrero Español, PSOE) — principalul partid de centru-stânga. Partid social-democrat legat de Uniunea Generală a Muncitorilor (Unión General de Trabajadores, UGT).
- Uniți Putem (Unidas Podemos, UP) — o alianță electorală de stânga anti-austeritate condusă de partidul fondat în 2014 Podemos. Alianța mai este formată de Stânga Unită (Izquierda Unida, IU), care este asociată cu Comisia Muncitorilor (Comisiones Obreras, CCOO) și cu alte partide de stânga care spun că sunt ecologiste.
- Cetățenii  (Ciudadanos) — un partid liberal de centru spre centru-dreapta. Acceptă un grad mai ridicat de descentralizare politică, dar respinge dreptul comunităților autonome la autodeterminare.
- Vox — este un partid naționalist de extremă dreapta a cărei principale ideologii sunt conservatorismul social, liberalismul economic și centralismul (se opune naționalismului din alte comunități precum Catalonia sau Țara Bascilor). Este pentru menținerea restricției a imigrației ilegale.
- Uniune, Progres și Democrație  (Unión Progreso y Democracia, UPyD) — un partid progresist care combină liberalismul social cu centralismul. Sprijină puternic un stat unitar, astfel fiind un dușman al naționaliștilor din comunitățile autonome.
- Partidul Animalist împotriva Maltratării Animalelor (Partido Animalista Contra el Maltrato Animal, PACMA) — un partid de centru-stânga care se concentrează pe lupta pentru drepturile animalelor, a mediului și justiția socială. Partidul încearcă să interzică tot felul de evenimente coride.

## Cele mai votate partide laAlegerile generale din noiembrie 2019
| Partide și coaliții | Partide și coaliții                                                                                      | Poziție                           | Ideologie | Rezultate (noiembrie 2019)  | Locuri în Congres (Total: 350) | Parteneri de coaliție                                     |
| ------------------- | --- | --------------------------------- | --- | --------------------------- | ------------------------------ | --------------------------------------------------------- |
|                     | Partidul Socialist Muncitoresc Spaniol (PSOE) Partido Socialista Obrero Español                          | Centru-stânga                     | Social-democrație, Federalism, Europenism                                                                                            | 6,752,983 de voturi, 28.00% | 120                            | PSOE (108) PSC (12)                                       |
|                     | Partidul Popular (PP) Partido Popular                                                                    | Centru-dreapta spre Dreapta       | Conservatorism, Creștin-democrație, Liberalism economic, unionism, Europenism                                                        | 5,019,869 votes, 20.82%     | 89                             | PP (88) FAC (1)                                           |
|                     | Vox (Vox) Vox                                                                                            | Dreapta spre Extrema dreaptă      | Centralism, Populism de dreapta, Naționalism spaniol, Ultranaționalism, Conservatorism național, Liberalism economic, Euroscepticism | 3,640,063 de voturi, 15.09% | 52                             |                                                           |
|                     | Uniți Putem (Unidas Podemos) Unidas Podemos                                                              | Stânga                            | Populism de stânga, Socialism democratic, Social-democrație, Republicanism, Antimilitarism, Feminism, Ecologism                      | 3,097,185 de votuti, 12.84% | 35                             | Podemos (26) IU (5) Catalunya en Comú (3) Independent (1) |
|                     | Cetățenii (Cs) Ciudadanos                                                                                | Centru spre Centru-dreapta        | Liberalism, Liberalism economic, Autonomie, unionism, Europenism                                                                     | 1,637,540 de voturi, 6.79%  | 10                             |                                                           |
|                     | Stânga Republicană din Catalonia–Catalonia Da (ERC–CatSí) Esquerra Republicana de Catalunya–Catalunya Sí | Stânga spre Centru-stânga         | Indepedența Cataloniei, Naționalism de stânga, Social-democrație, Republicanism                                                      | 869,934 de voturi, 3.61%    | 13                             |                                                           |
|                     | Împreună pentru Catalonia (JxCat) Junts per Catalunya                                                    | Centru-dreapta                    | Indepdența Cataloniei, Liberalism | 527,375 de voturi, 2.19%    | 8                              |                                                           |
|                     | Partidul Naționalist Basc (PNV) Euzko Alderdi Jeltzalea Partido Nacionalista Vasco Parti National Basque | Centru-stânga spre Centru-dreapta | Naționalism basc, Liberalism conservator, Creștin-democrație                                                                         | 377,423 de voturi, 1.57%    | 6                              |                                                           |
|                     | Partidul Animalist Împotriva Maltratării Animalelor (PACMA) Partido Animalista Contra el Maltrato Animal | Centru-stânga                     | Drepturile animalelor | 226,469 de voturi, 0.94%    | 0                              |                                                           |
|                     | Țara Bascilor Unită (EHB) Euskal Herria Bildu                                                            | Stânga spre extrema stângă        | Indepedența Țării Bascilor, Separatism, Naționalism de stânga, Stânga abertzale                                                      | 276.519 de voturi, 1.15%    | 5                              | Sortu (1) Alternatiba (1)                                 |
|                     | Coaliția Compromisului (Compromis) Coalició Compromis                                                    | Stânga                            | Naționalism valencian, Socialism democratic, Progresism, Ecologism                                                                   | 173,821 de voturi, 0.66%    | 1                              |                                                           |
|                     | Coaliția Canariană (CC–PNC) Coalición Canaria                                                            | Centru spre centru-dreapta        | Naționalism canarian, Liberalism | 137,664 de voturi, 0.53%    | 2                              |                                                           |
|                     | Sum Navarra (NA+) Navarra Suma                                                                           | Centre-right                      | Regionalism, Liberalism conservator                                                                                                  | 107,619 de voturi, 0.41%    | 2                              |                                                           |
|                     | Partidul Regionalist din Cantabria (PRC) Partido Regionalista de Cantabria                               | Centru spre centru-stânga         | Progresism, Centrism, Regionalism | 52,266 de voturi, 0.20%     | 1                              |                                                           |